# 丽贝卡·肖滕
丽贝卡·肖滕（英語：Rebecca Shorten，1993年11月25日—），英国女子赛艇运动员。她曾代表英国参加世界赛艇锦标赛，获得一枚金牌。她也曾参加2020年夏季奥林匹克运动会。